# Tháng 7 năm 2014
Tháng 7 năm 2014 là tháng thứ bảy của năm 2014, bắt đầu bằng một ngày thứ ba và kết thúc sau 31 ngày vào một ngày thứ năm.

## Chủ đề:Thời sự
| 23 tháng 02, 2025 Thể thao - Trận đấu giữa Brasil và Đức (Giải vô địch bóng đá thế giới 2014) - Đức thắng 7-1 trước Brazil để tham dự trận chung kết với cách biệt tỷ số lớn nhất trong lịch sử các trận bán kết Giải vô địch bóng đá thế giới. (AP) (Bloomberg) - Miroslav Klose của đội tuyển Đức phá kỷ lục ghi bàn của Giải vô địch bóng đá thế giới mà trước đây anh giữ cùng với Ronaldo trong trận bán kết gặp Brasil. (ABC News Australia) Thảm hoạ và tai nạn - Bão Neoguri (2014) - Bão Neoguri tướng vào đảo Okinawa ở phía Nam Nhật Bản, khiến 100.000 trên đảo này và các đảo lân cận phải đi sơ tán. (AFP via Yahoo! news Australia), (Reuters) |

Thảm hoạ
- Mùa bão Thái Bình Dương 2014
  - Bão Neoguri tràn qua Okinawa khiến hai người thiệt mạng và hướng tới các đảo chính của Nhật Bản, đe doạ sẽ gây ra mưa lớn. (Reuters)

|}
Thảm hoạ
- Mùa bão Thái Bình Dương 2014
  - Bão Neoguri đổ bộ vào hòn đảo chính Honshu của Nhật Bản gây ra lũ lụt, lở đất và làm ba người chết. (BBC) 23 tháng 02, 2025    - x
    - t
    - s

Thể thao
- Giải vô địch bóng đá thế giới 2014
  - Đức đánh bại Argentina với tỷ số 1-0 ở thời gian đá hiệp phụ tại Trận chung kết Giải vô địch bóng đá thế giới 2014 trên Sân vận động Maracanã của thành phố Rio de Janeiro, Brazil. Mario Gotze ghi bàn thắng quyết định. (ABC News Australia), (BBC)
  - Lionel Messi của đội tuyển Argentina nhận danh hiệu Quả bóng vàng của giải, cầu thủ James Rodriguez của Colombia giành giải Chiếc giày vàng nhờ ghi được nhiều bàn thắng nhất và Manuel Neuer của đội tuyển Đức giành giải Găng tay vàng cho thủ môn xuất sắc nhất. (ABC News Australia)

|}
Thảm họa
- Mùa bão Thái Bình Dương 2014
  - Bão Rammasun (Glenda) đổ bộ vào đảo Luzon của Philippines gây thiệt hại lớn và làm ít nhất mười người chết. (CNN), (Reuters qua NBC)

|}
Thảm họa và tai nạn
- Chuyến bay MH 17 của Malaysia Airlines với 295 hành khách thuộc nhiều quốc tịch khác nhau bị bắn hạ gần Hrabove ở tỉnh Donetsk khi đang thực hiện hành trình từ Amsterdam tới Kuala Lumpur. (BBC (UK)),(Reuters)
- Mùa bão Thái Bình Dương 2014
  - Bão Rammasun (Glenda) hướng vào phía nam Trung Quốc và miền bắc Việt Nam sau khi khiến ít nhất 38 người thiệt mạng và tám người mất tích ở Philippines. (Reuters) (WTOP-FM)
  - Tỉnh Quezon của Philippines được đặt trong tình trạng thảm họa sau khi bị bão tàn phá. (GMA Network)
- Một trực thăng chữa cháy đang tìm kiếm người mất tích sau vụ chìm phà Sewol hồi tháng 4 đâm xuống thành phố Gwangju của Hàn Quốc với năm thành viên phi hành đoàn. (Fox News)
- Một vụ cháy trên một chiếc tàu hỏa ở Ga tàu điện ngầm Busan tại thành phố cảng Busan của Hàn Quốc khiến năm người bị thương và 100 người phải đi sơ tán. (GlobalPost)
- Một tàu cao tốc của Pháp trên tuyến Pau-Bayonne đâm vào một tàu hỏa địa phương gần thị trấn Denguin khiến ít nhất 25 người bị thương.  (BBC News)

|}
Thảm họa và tai nạn
- Giao tranh tiếp tục gần Donetsk trong khi các điều tra viên quốc tế đến điều tra hiện trường vụ rơi máy bay MH17 của Malaysia Airlines. (Reuters)
- Mùa bão Thái Bình Dương 2014
  - Số người chết do bão Rammasun lên tới 26 người ở miền nam Trung Quốc và 11 người ở miền bắc Việt Nam. (CTV News)

|}
Thảm họa và tai nạn
- Chuyến bay 17 của Malaysia Airlines:
  - Các chuyên gia pháp y tại Kharkiv, Ukraine bắt đầu tiến hành nhận dạng các thi thể nạn nhân; chỉ có 200 thi thể được chuyển đến so với con số 282 thi thể mà lực lượng ly khai theo Nga tuyên bố đã chuyển đến.  (BBC)
- Mùa bão Thái Bình Dương 2014:
  - Bão Matmo (Henry) được dự báo sẽ đổ bộ vào Đài Loan và di chuyển sang phía đông lục địa Trung Quốc trong tuần này. (Weather Channel)

|}
Thảm họa và tai nạn
- Thi thể các nạn nhân của vụ rơi máy bay MH17 của hãng hàng không Malaysia Airlines được đưa từ khu vực miền Đông Ukraine về tới Hà Lan cùng chiếc hộp đen của máy bay. (Business World Online)
- Chuyến bay 222 của TransAsia Airways đâm vào một tòa nhà dân sự trong khi đang hạ cánh khẩn cấp tại Đảo Penghu của Đài Loan, với ít nhất 47 người được cho là đã thiệt mạng và 11 người khác bị thương. (USA Today)
- Mùa bão Thái Bình Dương 2014:
  - Số người chết do bão Rammasun (Glenda) lên tới 151 trong khi Bão Matmo (Henry) đổ bộ vào Đài Loan. Bão Matmo được cho là nguyên nhân chính khiến Chuyến bay 222 của TransAsia Airways gặp nạn.  (AP via Washington Post), (Dow Jones via The Australian)

|}
Thảm họa và tai nạn
- Chuyến bay 5017 của Air Algérie mất liên lạc với trung tâm kiểm soát không lưu 50 phút sau khi cất cành. Nó đang di chuyển từ Ouagadougou, Burkina Faso đến Algiers với 116 người. Xác máy bay sau đó được tìm thấy ở Mali.  (AFP via Sydney Morning Herald), (NBC News), (NBC News), (Reuters)
- Mười tám người trong đó có 16 học sinh thiệt mạng sau khi một tàu hỏa va chạm với một chiếc xe buýt ở huyện Medak thuộc bang Telangana của Ấn Độ. (PTI via Business Standard)

|}
Pháp luật và tội phạm
- Vấn đề của thực phẩm Trung Quốc
  - Hệ thống nhà hàng McDonald's ngừng bán sản phẩm Gà McNuggets và một số sản phẩm từ gà khác tại Hồng Kông, Trung Quốc và Nhật Bản nhập khẩu từ Công ty thực phẩm Husi Thượng Hải bị cáo buộc đã bán thực phẩm hết hạn cho các cửa hàng đồ ăn nhanh. (BBC)

|}
|valign="top"  style="width:250px"|
|}